# Elizabeth Holmes
Elizabeth Anne Holmes (født 3. februar 1984 i Washington D.C.) er en amerikansk iværksætter, opfinder og dømt bedrager, som var grundlægger og administrerende direktør for Theranos (en). I 2015 var hun ifølge magasinet Time en af de 100 mest indflydelsesrige personer i erhvervslivet. Hendes formue blev da anslået af Forbes til ni milliarder dollars. Et år senere blev hendes formue efter beskyldninger om svindel anslået til nul dollars.
Den 3. januar 2022 blev Holmes dømt for bedrageri på fire forhold. Den maksimale straf for denne lovovertrædelse er 20 års fængsel. I november 2022 blev hun idømt 11 års fængsel.
Holmes er datter af statsembedsmanden Christian Holmes IV og kongreskomitéens medarbejder Noel Dauost. I en alder af ni flyttede hun med sin familie til Houston, Texas, på grund af flytningen af hendes forældres job. Hun studerede som barn Mandarin og tog før sin studentereksamen tre års sommersprogkurser på Stanford University.
Mens hun var på gymnasium, blev hun interesseret i programmering, og der startede hendes første firma, der solgte C++-compilere til kinesiske universiteter. I 2001 søgte Holmes til Stanford University som forsker på en forskningsprojektbevilling. Hun studerede der kemiteknik og brugte stipendiet til at arbejde i et laboratorium med kandidatstuderende og Channing Robertson, dekan for ingeniøruddannelsen.
Efter sit første år arbejdede Holmes i et laboratorium på Genome Institute of Singapore for at teste for alvorlig akut luftvejssygdom (SARS) ved at indsamle blodprøver. Hun modtog sit første patent på et elektronisk depotplaster i 2003. Året efter forlod hun Stanford School of Engineering og brugte sine stipendiepenge som startfinansiering til en sundhedsteknologivirksomhed.